# Ustaritz

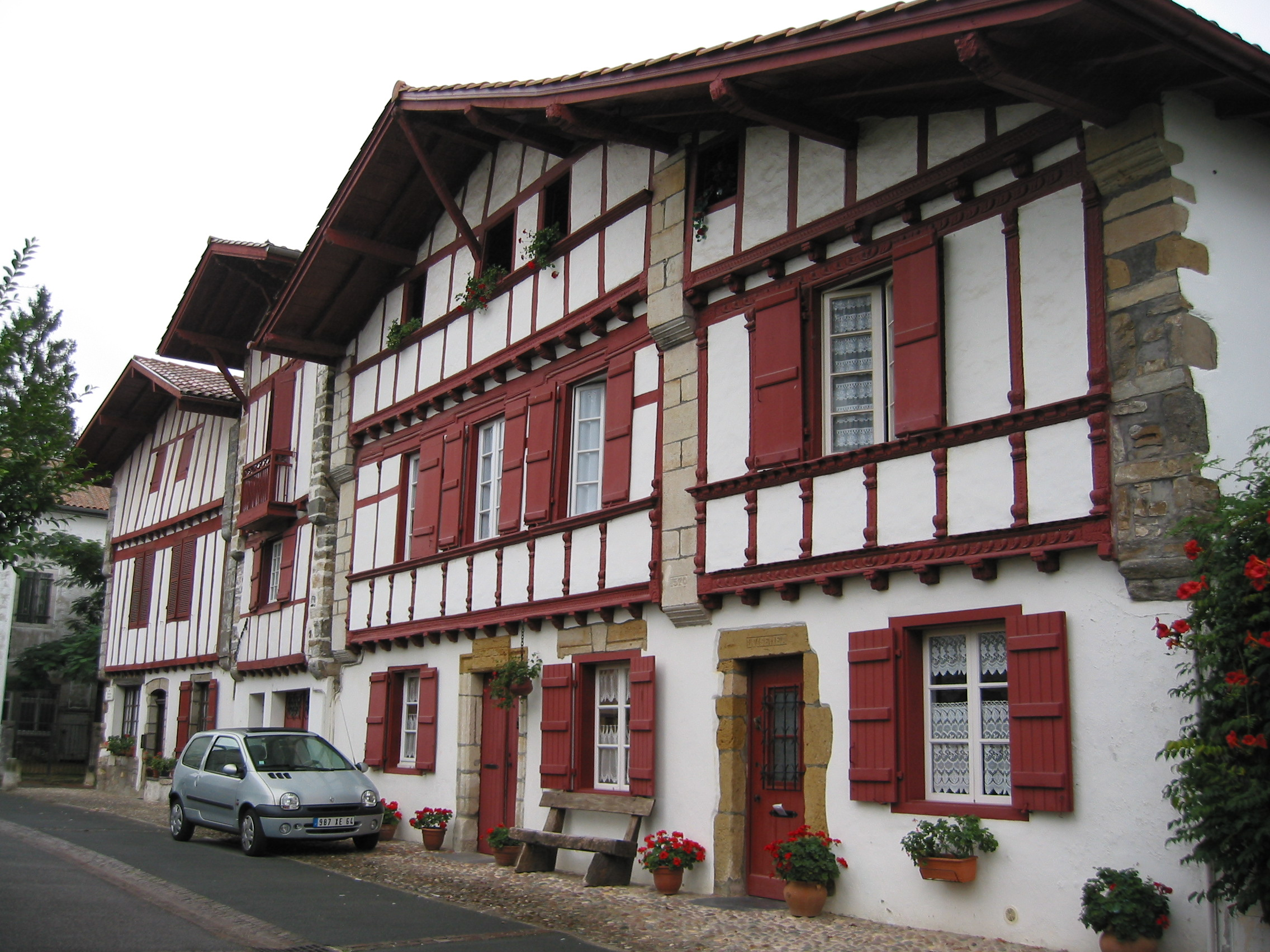
Rue des Magistrats in Ustaritz

Ustaritz (baskisch Uztaritze) ist eine französische Gemeinde im Département Pyrénées-Atlantiques in der Region Nouvelle-Aquitaine. Ustaritz war die Hauptstadt der alten baskischen Provinz Labourd.
Die Gemeinde liegt etwa 13 Kilometer von Bayonne entfernt im Inland und hat 7.684 Einwohner (Stand 1. Januar 2022). Durch Ustaritz fließt der Fluss Nive.
Ustaritz ist der Hauptort des Kantons Ustaritz-Vallées de Nive et Nivelle. Vor dessen Bildung im Jahr 2015 war Ustaritz der Hauptort (französisch: chef-lieu) des früheren Kantons Ustaritz.
| Bevölkerungsentwicklung | Bevölkerungsentwicklung | Bevölkerungsentwicklung | Bevölkerungsentwicklung | Bevölkerungsentwicklung | Bevölkerungsentwicklung | Bevölkerungsentwicklung | Bevölkerungsentwicklung | Bevölkerungsentwicklung |
| ----------------------- | ----------------------- | ----------------------- | ----------------------- | ----------------------- | ----------------------- | ----------------------- | ----------------------- | ----------------------- |
| Jahr                    | 1962                    | 1968                    | 1975                    | 1982                    | 1990                    | 1999                    | 2009                    | 2022                    |
| Einwohner               | 2.393                   | 2.477                   | 2.841                   | 3.353                   | 4.263                   | 4.984                   | 5.966                   | 7.684                   |

## Geschichte
Ustaritz verfügt im französischen Baskenland über die größte Anzahl von Rückkehrervillen der Amerikaauswanderer des 19. Jahrhunderts, den sogenannten Amerikanoak. Hungersnöte und das sogenannte Erstgeborenenrecht hatten einst tausende junge Männer zur Emigration nach Lateinamerika gezwungen. Reich zurückgekehrte Männer wollten den Zuhausegebliebenen ihren finanziellen Aufstieg vor Augen führen. Einer dieser Bauherrn war Jean Olhagaray, ein Goldminenbesitzer im mexikanischen Sinaloa, der sich eine Villa im schottischen Stil errichten ließ. Auch Laurent Sescosse, Auftraggeber der Villa Guadeloupea von 1845, hatte sich seinen Reichtum in Mexiko angeeignet. Er wurde Bürgermeister von Ustaritz. Das Château Haltya verweist auf den Familiennamen und das Vermögen von Sauveur Halty, auch er war ein Rückkehrer aus Mexiko.

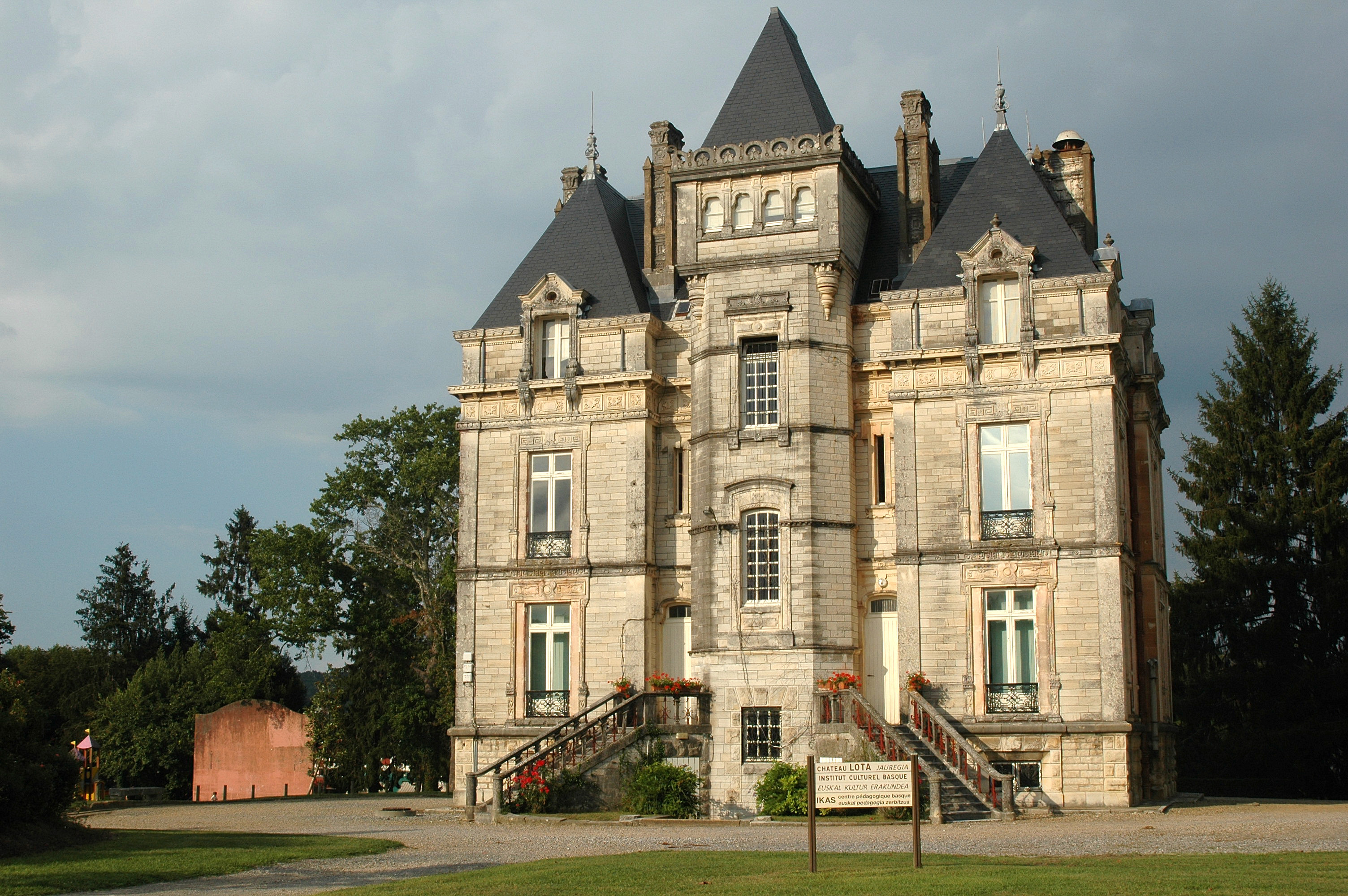
Château Lota

Im Château Haltya wohnte später der Arzt und Bürgermeister Maurice Souberbielle. 2017 verkaufte die Gemeinde das Gebäude, seither kann es nicht mehr besichtigt werden. Das Château Lota, erbaut in den Jahren 1874 bis 1879, gehörte Bernard Duhart. Zusammen mit seinen Brüdern Pierre und Charles hatte er sich in der chilenischen Hafenstadt Lota, etwa 600 Kilometer südlich von Valparaíso, mit der Casa Duhart Hermanos, einer Exportgesellschaft für Alkohol und Nahrungsmittel, niedergelassen. Bernard Duhart, als Baptiste bekannt, brachte seine Gattin Dominique-Rosalie Ainciondo und seinem Anteil am Kapital nach Ustaritz mit. Heute beherbergt Duharts einstige Bleibe das Institut culturel basque (baskisch: Euskal kultur erakundea).

## Gemeindepartnerschaft
Partnergemeinde von Ustaritz ist Tolosa im spanischen Baskenland.

## Wirtschaft
Der Ort ist eine der zehn Gemeinden, welche den baskischen Gewürzpaprika Piment d’Espelette unter der Herkunftsbezeichnung Appellation d’Origine Contrôlée (AOC) anbauen und vertreiben dürfen.